# Пегла
Пегла је кућни апарат у домаћинству који служи за пеглање, односно исправљање одеће која се после прања изгужва. Састоји се од глатке, претходно загрејане површине којом се пегла и рукохвата. Домаће пегле се обично користе у радној температури од 121 °C (250 °F) до 182 °C (360 °F). Пеглањем је последњи кораком у процесу прања одеће.
Пеглање функционише тако што олабави везе између дугих ланаца молекула који постоје у материјалима од полимерних влакана. Са топлотом и тежином плоче за пеглање, влакна се растежу и тканина задржава свој нови облик када се охлади. Неки материјали, као што је памук, захтевају употребу воде да би се олабавиле међумолекуларне везе.

## Историја и развој
Пре увођења електричне енергије пегле су се загревале сагоревањем, било на ватри или неким унутрашњим уређењем. „Електричну пеглу“ је изумео Американац Хенри В. Сили и патентирао је 6. јуна 1882. године. Била је тешка скоро  15 lb (6,8 kg) и дуго се загревала. Према извештају Удружење за електричну енергију Уједињеног Краљевства сматра се да се електрична пегла са угљеничним луком појавила у Француској 1880. године, али је то оспоравано.
Две међу најстаријим врстама пегли биле су било посуде напуњене горућим материјом или чврсте грудве метала које су се могле директно загревати.
Металне посуде пуњене врелим угљем коришћене су за глачање тканина у Кини у 1. веку пре нове ере. Каснији дизајн састојао се од гвоздене кутије која се могла пунити врелим угљем, који је морао бити периодично проветраван припојеним мехом. Крајем деветнаестог и почетком двадесетог века у употреби је било много пегли које су се грејале на горива као што су керозин, етанол, китово уље, природни гас, карбидни гас (ацетилен, као код карбидних лампи), или чак бензин. Неке куће су биле опремљене системом цеви за дистрибуцију природног гаса или карбидног гаса у различите просторије како би поред светла радили и апарати као што су пегле. Упркос ризику од пожара, пегле на течно гориво продаване су у руралним областима САД све до Другог светског рата. У Керали у Индији, запаљене кокосове љуске коришћене су уместо дрвеног угља, јер имају сличан капацитет грејања. Овај метод се још увек користи као резервни уређај, пошто су нестанци струје чести. Остале гвоздене кутије су имале грејане металне уметке уместо врелог угља.
Од 17. века почели су да се користе садирони или ваљано гвожђе (од средњеенглеског „сад“, што значи „чврсто“, коришћено на енглеском до 1800-их). То су биле дебеле плоче од ливеног гвожђа, троугласте и са дршком, загрејане у ватри или на шпорету. Оне су се такође називале пљоснатим гвожђем. Радник у перионици би користио гомилу чврстих пегли које се греју из једног извора: како се гвожђе које се тренутно користи хладило, могло би се брзо заменити врућим.
У индустријализованом свету, ови дизајни су замењени електричном пеглом, која користи грејање отпором електричне струје. Грејна плоча, која се назива таблана плоча, направљена је од алуминијума или нерђајућег челика полираног да буде што глаткија; понекад је обложена пластиком са ниским трењем отпорном на топлоту да би се смањило трење испод металне плоче. Грејним елементом управља термостат који укључује и искључује струју да би одржао изабрану температуру. Проналазак електричне пегле загреване отпором приписује се Хенрију В. Силију из Њујорка 1882. године. Исте године у Француској је представљена пегла које се загрева угљеничним луком, али је била превише опасна да би била успешна. Ране електричне пегле нису имале лак начин да контролишу своју температуру, а прва термостатски контролисана електрична пегла појавила се током 1920-их. Касније је пара коришћена за пеглање одеће. Заслуге за проналазак парне пегле припадају Томасу Сиерсу. Прву комерцијално доступну електричну пеглу на пару представила је 1926. године њујоршка компанија за сушење и чишћење, Елдек, али она није доживела комерцијални успех. Патент за електричну парну пеглу и пригушивач издат је Максу Сколнику из Чикага 1934. Сколник је 1938. године доделио Стим-О-Матик корпорацији из Њујорка ексклузивно право да производи парно-електричне пегле. Ово је била прва пегла на пару која је постигла било какав степен популарности и довела је до шире употребе електричне парне пегле током 1940-их и 1950-их.

### Врсте и имена
Историјски гледано, пегле су имале неколико варијација и стога су се називале многим именима:
- Равна пегла, равно гвожђе или гвожђе за глачање

Општи назив за ручну пеглу која се састоји једноставно од дршке и чврсте, равне металне основе, а име је добила по равној површини за пеглање која се користи за глачање одеће.
- Ваљано гвожђе[7]

Горе поменуто, што значи „чврсто” или тешко гвожђе, где је основа чврсти блок метала, који се понекад користи за означавање гвожђа са тежим базама од типичног равног гвожђа.
- Кутијасто гвожђе, кутија за пеглање, ћумурно гвожђе, гвожђе са воловским језиком или пужно гвожђе[7]

Горе поменуто; основа је посуда у коју се може ставити врући угаљ или метална цигла или грумен да би се гвожђе загрејало. Гвожђе са воловским језиком је назив проистекао из одређеног облика уметка, који се назива пуж са воловским језиком.
- Гуска, кројачка гуска или, на шкотском,[10] гусинг гвожђе[7]

Врста равног гвожђа или ваљаног гвожђа названог по гушчјој кривини на његовом врату и (у случају „кројачке гуске“) његовој употреби од стране кројача.
- Гоферинг гвожђе

Ова врста гвожђа, сада застарела, састоји се од металног цилиндра оријентисаног хоризонтално на постољу. Коришћено је за пеглање крагни и оковратника.

## Hygiene
Proper ironing of clothes has proven to be an effective method to avoid infections like those caused by lice.

## Употреба
Пре пеглања веша, ако се исти пресушио, добро је навлажити га да би се лакше пеглао. Треба пазити на прописану температуру јер нарочито синтетика и вуна могу бити оштећени превисоком температуром. Такође, треба се чувати опекотина. За пеглање се најчеше користи даска за пеглање али може и било која друга равна површина прекривена ћебетом или неком другом тканином. За пеглање штофова користи се и влажна крпа која се ставља преко предмета који се пегла да се исти не би исветлао. Данашње пегле раде на струју, али током историје било је различитих модела справа за пеглање веша. Раније су пегле биле од тешког метала (бронзе) са дрвеном дршком и у њих се стављао жар. Касније су прављене електричне пегле са обичним металом да би данас електричне пегле имале додатак за пару и облогу од тефлона.

## Рољка
Рољка се користила у Војводини. Доњи део је био дрвени сто димензија приближно 1 x 3 метра. На столу су се налазиле две велике дрвене оклагије (пречника око 15 cm) на које би се намотавао веш. На то би долазио дрвени сандук напуњен камењем који би се ставио на две оклагије са вешом. Две особе су „ролале“ веш тако што би сандук вукле преко ваљака који би се котрљали. На крају после 10-20 „ролања“ једна особа би повукла сандук ка себи и системом „ваге“ ослободила једну од оклагија. Друга особа би скинула веш и савила нов за ролање. Резултати су били изванредни.

## Угаљ
Пегла на угаљ (или ћумур) је изнад плоче за пеглање имала простор у који би се стављао жар. Пегла би се с времена на време распаљивала тако што би пеглерка млатила руком да ваздух уђе у кућиште и распали полуугасли жар. Угљен-моноксид као последица оваквог пеглања је редовно изазивао главобољу.

## Земни гас
У великим европским метрополама (на пример Будимпешта), где је давно уведен земни гас гумено црево које доводи гас на шпорет би се скинуло, запалио пламен и користиле би се по две пегле за пеглање. Једном би се пеглало а друга би се грејала. Када се прва пегла охлади, онда би се узимала друга пегла.

## Пегле
Данас постоје обичне пегле на струју које имају поред наведених делова гајтан са утичницом у регулатор температуре. Али постоје и пегле на пару у које се повремено сипа вода. Постоје и безгајтанске пегле тј. пегла нема гајтан а загревање се врши када се пегла спусти на посебно лежиште где се прикључи под напон.

## Ваљци  ("Роло-пегле")
Ваљци за пеглање су справе које имају ваљак, пресвучен платном, који се окреће и обликовану плочу која се спушта на ваљак у покрету. Плоча се наравно греје на исти начин као и пегла. Покретање ваљка и спуштање плоче на предмет који се пегла се постиже ножном педалом. Овај начин пеглања је врло ефикасан кад су у питању равни, велики комади веша или када се пегла већа количина веша.
Ове пегле се популарно називају "Роло-пегле" и такве је некада производила Електронска индустрија из Ниша"

## Пресе
Пресе за пеглање се користе у фабрикама и радњама за хемијско чишћење. Овде се једноставно велика загрејана плоча спушта под повећаним притиском на предмет који се пегла. Користи се и водена пара за омекшање материјала. Постоји варијанта и за кућну употребу.